# Raisa Kanareva
Raïssa Kanareva, aussi connue sous le nom d'artiste Cheschhh (née en 1978), est une photographe russe basée à Saint-Pétersbourg. Son travail s'intéresse notamment à la sexualité et à l'intersexuation.